# Erfgoed Voorkempen
Erfgoed Voorkempen is een Belgische erfgoedteam.
Het maakt deel uit van het Regionaal Landschap de Voorkempen in de provincie Antwerpen. Het erfgoedteam bestaat uit twee afdelingen. Een afdeling is de Erfgoedcel en de andere is een intergemeentelijke onroerenderfgoeddienst of IOED.Onroerend Erfgoed (agentschap) Het erfgoedteam ondersteunt lokale besturen en particulieren bij hun erfgoedbeheer. Erfgoed Voorkempen is samenwerking tussen gemeenten Essen, Kalmthout, Kapellen, Ranst, Schilde, Wijnegem, Wommelgem, Wuustwezel, Zoersel, Brasschaat, Brecht, Malle en Zandhoven.
Door de combinatie van Erfgoedcel en IOED kan Erfgoed Voorkempen geïntegreerd werken met alle soorten erfgoed: bouwkundig erfgoed, landschappelijk erfgoed, archeologie, immaterieel erfgoed, fysieke collecties en digitale collecties. De inwoners uit de bovengenoemde gemeenten kunnen het erfgoed team raadplegen over vragen over erfgoed. Ter illustratie: het team geeft advies over bouwkundig en landschappelijk erfgoed, waarbij een grondeigenaar zijn land kan laten inspecteren voor restanten van erfgoed. Daarnaast organiseert het team projecten. Die hebben een interactief karakter, waarbij de inwoners van de Voorkempen worden aangemoedigd om deel te nemen of deze bij te wonen.

## Geschiedenis
In 2016 maakten de RLDV en negen Voorkempense gemeenten een aanvraagdossier voor de oprichting van een intergemeentelijke onroerend erfgoeddienst. Het aanvraagdossier werd op 15 januari 2016 ingediend. De regio kreeg een werkingssubsidie voor de oprichting van een IOED en het uitvoeren van een integraal en geïntegreerd onroerend erfgoedbeleid (monumenten, landschappen en archeologie). Uiteindelijk werd de OIED in 2017 opgericht. Pas in 2021 werd ook de Erfgoedcel opgericht in de schoot van het RLDV.

## Vesting
Het hoofdkwartier van Erfgoed Voorkempen is het kasteel Vrieselhof in Oelegem, een deelgemeente van de Belgische gemeente Ranst. Het kasteel zelf is onroerend erfgoed erkend door de Vlaamse overheid in 2019.Het kasteel zelf heeft een rijke geschiedenis. Het bestaat sinds 1457 als een "ridderlijk hof, geheten 't hof van Vriesele".Het kasteel zelf heeft een rijke geschiedenis. Het bestaat sinds 1457 als een "ridderlijk hof, geheten 't hof van Vriesele".Tijdens de Tachtigjarige oorlog zochten de inwoners van Oelegem bescherming in het Vrieselhof. In 1977 werd er het "Provinciaal textiel- en kostuummuseum" gevestigd. Het domein heeft een rijke geschiedenis, en daarom heel geschikt als uitvalbasis voor Erfgoed Voorkempen.

## Activiteiten
De activiteiten van Erfgoed Voorkempen bestaan uit advisering en ondersteuning van gemeenten in dossiers rond bouwkundig erfgoed, archeologie en landschappelijk erfgoed (IOED) enerzijds, en cultureel erfgoed (erfgoedcel) anderzijds. Concreet gaat het bijvoorbeeld over adviezen bij verbouwingen van panden met erfgoedwaarde, bij archeologische opgravingen of bij de heraanleg van historische parken en natuurdomeinen. Of inventariseren van de collecties van lokale musea en heemkringen. Daarnaast organiseren ze ook regelmatig evenementen zoals Erfgoeddag, Archeologiedagen of Open Monumentendag. 

### Wiki Loves Living Heritage
Wikipedia is het grootse bron van informatie van de wereld. Heel wat mensen kennen en gebruiken Wikipedia bewust. Maar ook onbewust: als je een term googelt, staat vaak een wiki-samenvatting in een kadertje naast de zoekresultaten. Het doel Wiki Loves Living Heritage is om vrijwilligers zelf aan te moedigen om artikels zelf te schrijven over erfgoed onderwerpen. Een voorbeeld: in Loenhout vindt elke eerste zondag van mei de Sint-Quirinusprocessie plaats. Deze processie is een mooie traditie en immaterieel erfgoed. Tot voor kort bestond over dit onderwerp nog geen Wikipedia artikel. Tot een erfgoedliefhebber in zijn pen is gekropen. . Zo maakt de ‘erfgoedgemeenschap’ er samen een interessante en vlot leesbare pagina van. Een ander voorbeeld van een recent artikel, dit keer al wel mét een illustratie, gaat over de “Sint-Jansboog”
Het punt is dat vrijwilligers artikels en beelden in Wikipedia plaatsen met de hulp en advisering van de erfgoedcel Voorkempen. Dit initiatief wordt verder ondersteund door het Europees Landbouwfonds voor Plattelandsontwikkeling, Pajottenland+, de Vlaamse Landmaatschappij, de Vlaamse overheid, Wikimedia en zender. De activiteit werd ook ondersteund door Geert van Pamel “Board Member bij Wikimedia Belgium”. Dankzij deze samenwerking kunnen vrijwilligers het boek “Erfgoed ontsluiten via Wikipedia” raadplegen, en leren om stapsgewijs een artikel te schrijven. Dit project werd ook gepresenteerd tijdens de tweede ErfgoedWerf in Loenhout op 16 maart 2024.

## Budgettair
Erfgoed Voorkempen bestaat uit twee afdelingen. Een afdeling is de Erfgoedcel en het andere is een intergemeentelijke onroerenderfgoeddienst of IOED, elk heeft zijn aparte financiering.De erfgoedcel in Vlaanderen wordt financieel ondersteund door het Departement Cultuur, Jeugd en Media van de Vlaamse Gemeenschap.De intergemeentelijke onroerenderfgoeddiensten (IOED) Voorkempen wordt financieel ondersteund door het agentschap Onroerend Erfgoed.